# Zonosaurus tsingy
Zonosaurus tsingy är en ödleart som 2000 beskrevs av den brittiske herpetologen Christopher John Raxworthy, den amerikanske herpetologen Ronald Archie Nussbaum och Achille P. Raselimanana. Zonosaurus tsingy ingår i släktet Zonosaurus, och familjen sköldödlor. IUCN kategoriserar arten globalt som livskraftig. Inga underarter finns listade.

## Utbredning
Zonosaurus tsingy förekommer endemiskt på Madagaskar, där den är känd från två lokaler längst norrut på huvudön.